# 1976 en astronautique
Chronologie de l'astronautique
- 1972
- 1973
- 1974
- 1975
- 1976
- 1977
- 1978
- 1979
- 1980

Cette page présente une chronologie des événements qui se sont produits pendant l'année 1976 dans le domaine de l'astronautique.

## Activité spatiale détaillée

### Chronologie

#### Janvier
| Date            | Lanceur              | Base de lancement | Type                   | Charge utile    | Notes                                        |
| 6 janvier 1976  | Cosmos-3M            | Baïkonour         | Orbite basse           | Tselina-OM      | Satellite d'écoute électronique              |
| 7 janvier 1976  | Voskhod 11A57        | Baïkonour         | Orbite basse           | Zenit-4MK       | Satellite de reconnaissance                  |
| 15 janvier 1976 | Titan IIIE           | Cape Canaveral    | Orbite basse           | Helios 2        | Satellite de reconnaissance optique          |
| 17 janvier 1976 | Delta 2914           | Cape Canaveral    | Orbite géostationnaire | Hermes          | Satellite de télécommunications expérimental |
| 20 janvier 1976 | Cosmos-3M            | Baïkonour         | Orbite basse           | Parus           | Satellite de navigation militaire            |
| 22 janvier 1976 | Molnia M             | Baïkonour         | Orbite de Molnia       | Molniya-1       | Satellite de télécommunications              |
| 22 janvier 1976 | Cosmos-3M            | Baïkonour         | Orbite basse           | Tselina-OM      | Satellite d'écoute électronique              |
| 28 janvier 1976 | Cosmos-3M            | Baïkonour         | Orbite basse           | Strela-1M x 8   | Satellites de télécommunications             |
| 29 janvier 1976 | Voskhod 11A57        | Baïkonour         | Orbite basse           | Zenit-2M        | Satellite de reconnaissance                  |
| 29 janvier 1976 | Atlas SLV-3D Centaur | Cape Canaveral    | Orbite géostationnaire | Intelsat IVA F2 | Satellite de télécommunications              |

#### Février
| Date            | Lanceur        | Base de lancement | Type                   | Charge utile     | Notes                                      |
| 3 février 1976  | Cosmos-3M      | Baïkonour         | Orbite basse           | Zaliv            | Satellite de navigation/télécommunications |
| 4 février 1976  | Mu-3C          | Uchinoura         |                        | CORSA            | Télescope rayons X Échec                   |
| 5 février 1976  | Cosmos-2       | Baïkonour         | Orbite basse           | DS-P1-I No. 16   | Calibration radar                          |
| 11 février 1976 | Voskhod 11A57  | Baïkonour         | Orbite basse           | Zenit-4MK        | Satellite de reconnaissance                |
| 12 février 1976 | Cosmos-3M      | Baïkonour         | Orbite basse           | DS-P1-M Lira     | Cible système anti-satellite               |
| 16 février 1976 | Tsiklon-2      | Baïkonour         | Orbite basse           | IS-A             | Satellite anti satellite                   |
| 19 février 1976 | Thor Burner 2A | Vandenberg        | Orbite héliosynchrone  | DMSP 11534       | Satellite météorologique militaire         |
| 19 février 1976 | Delta 2914     | Cape Canaveral    | Orbite géostationnaire | Marisat 1        | Satellites de télécommunications martimes  |
| 20 février 1976 | Soyouz-U       | Baïkonour         | Orbite basse           | Iantar'-2K No. 4 | Satellite de reconnaissance optique        |
| 29 février 1976 | N-1            | Tanegashima       | Orbite basse           | Ume              | Étude de l'ionosphère                      |

#### Mars
| Date         | Lanceur        | Base de lancement | Type                   | Charge utile     | Notes                                         |
| 10 mars 1976 | Soyouz-U       | Baïkonour         | Orbite basse           | Zenit-4MK        | Satellite de reconnaissance                   |
| 11 mars 1976 | Molnia M       | Baïkonour         | Orbite de Molnia       | Molniya-1        | Satellite de télécommunications               |
| 12 mars 1976 | Cosmos-3M      | Baïkonour         | Orbite basse           | Vektor           | Calibration radar                             |
| 15 mars 1976 | Titan IIIC     | Cape Canaveral    | Orbite géostationnaire | LES 8 et LES 9   | Satellites de télécommunications expérimental |
| 15 mars 1976 | Titan IIIC     | Cape Canaveral    | Orbite haute           | Solrad 11 A et B | Étude du rayonnement solaire                  |
| 16 mars 1976 | Vostok 8A92M   | Baïkonour         | Orbite basse           | Tselina-D        | Satellite d'écoute électronique               |
| 18 mars 1976 | Soyouz-U       | Baïkonour         | Orbite basse           | Zenit-2M         | Satellite de reconnaissance                   |
| 19 mars 1976 | Molnia M       | Baïkonour         | Orbite de Molnia       | Molniya-1        | Satellite de télécommunications               |
| 22 mars 1976 | Titan 24B      | Vandenberg        | Orbite basse           | KH-8             | Satellite de reconnaissance optique           |
| 26 mars 1976 | Voskhod 11A57  | Baïkonour         | Orbite basse           | Zenit-4MK        | Satellite de reconnaissance                   |
| 26 mars 1976 | Delta 3914     | Cape Canaveral    | Orbite géostationnaire | Satcom 2         | Satellite de télécommunications               |
| 31 mars 1976 | Soyouz 11A511M | Baïkonour         | Orbite basse           | Zenit-4MT Orion  | Satellite de reconnaissance optique           |

#### Avril
| Date          | Lanceur       | Base de lancement | Type                   | Charge utile      | Notes                                      |
| 6 avril 1976  | Cosmos-3M     | Baïkonour         | Orbite basse           | Tselina-OM        | Satellite d'écoute électronique            |
| 7 avril 1976  | Vostok 8A92M  | Baïkonour         | Orbite héliosynchrone  | Meteor No. 37     | Satellite météorologique                   |
| 9 avril 1976  | Voskhod 11A57 | Baïkonour         | Orbite basse           | Zenit-2M          | Satellite de reconnaissance                |
| 13 avril 1976 | Tsiklon-2     | Baïkonour         | Orbite basse           | IS-A              | Satellite anti satellite                   |
| 22 avril 1976 | Delta 2914    | Cape Canaveral    | Orbite géostationnaire | NATO 3A           | Satellite de télécommunications militaires |
| 28 avril 1976 | Voskhod 11A57 | Baïkonour         | Orbite basse           | Zenit-4MK         | Satellite de reconnaissance                |
| 28 avril 1976 | Cosmos-3M     | Baïkonour         | Orbite basse           | Taifun 1          | Calibration radar                          |
| 30 avril 1976 | Atlas F/MSD   | Vandenberg        | Orbite basse           | NOSS Parcae x 3 1 | Satellite d'écoute électronique navale     |

#### Mai
| Date        | Lanceur                | Base de lancement | Type                   | Charge utile           | Notes                               |
| 4 mai 1976  | Delta 2913             | Vandenberg        | Orbite basse           | LAGEOS 1               | Géodésie                            |
| 5 mai 1976  | Voskhod 11A57          | Baïkonour         | Orbite basse           | Zenit-4MK              | Satellite de reconnaissance         |
| 12 mai 1976 | Molnia M               | Baïkonour         | Orbite de Molnia       | Molniya-3              | Satellite de télécommunications     |
| 13 mai 1976 | Atlas SLV-3D / Centaur | Cape Canaveral    | Orbite géostationnaire | Comstar D1             | Satellite de télécommunications     |
| 15 mai 1976 | Vostok 8A92M           | Baïkonour         | Orbite héliosynchrone  | Meteor-Priroda No. 2-1 | Satellite météorologique            |
| 18 mai 1976 | Cosmos-2               | Baïkonour         | Orbite basse           | DS-P1-Yu No. 78        | Calibration radar                   |
| 20 mai 1976 | Voskhod 11A57          | Baïkonour         | Orbite basse           | Zenit-2M               | Satellite de reconnaissance         |
| 21 mai 1976 | Soyouz-U               | Baïkonour         | Orbite basse           | Zenit-4MKT Fram        | Satellite de reconnaissance optique |
| 22 mai 1976 | Scout B-1              | Vandenberg        | Orbite basse           | Transit-O              | Satellite de navigation             |
| 26 mai 1976 | Voskhod 11A57          | Baïkonour         | Orbite basse           | Zenit-4MK              | Satellite de reconnaissance         |
| 28 mai 1976 | Cosmos-3M              | Baïkonour         | Orbite basse           | Vektor                 | Calibration radar                   |

#### Juin
| Date         | Lanceur       | Base de lancement | Type                   | Charge utile   | Notes                                      |
| 2 juin 1976  | Titan 34B     | Vandenberg        | Orbite de Molnia       | QUASAR 1       | Satellite de télécommunications militaires |
| 2 juin 1976  | Cosmos-3M     | Baïkonour         | Orbite basse           | Zaliv          | Satellite de navigation/télécommunications |
| 8 juin 1976  | Voskhod 11A57 | Baïkonour         | Orbite basse           | Zenit-4MK      | Satellite de reconnaissance                |
| 10 juin 1976 | Delta 2914    | Cape Canaveral    | Orbite géostationnaire | Marisat 2      | Satellites de télécommunications martimes  |
| 15 juin 1976 | Cosmos-3M     | Baïkonour         | Orbite basse           | Strela-1M x 8  | Satellites de télécommunications           |
| 16 juin 1976 | Voskhod 11A57 | Baïkonour         | Orbite basse           | Zenit-4MK      | Satellite de reconnaissance                |
| 19 juin 1976 | Cosmos-3M     | Baïkonour         | Orbite basse           | Intercosmos 15 | Satellite technologique                    |
| 22 juin 1976 | Proton-K      | Baïkonour         | Orbite basse           | Saliout 5      | Station spatiale                           |
| 24 juin 1976 | Soyouz-U      | Baïkonour         | Orbite basse           | Zenit-2M       | Satellite de reconnaissance                |
| 26 juin 1976 | Titan IIIC    | Cape Canaveral    | Orbite géostationnaire | DSP 7          | Satellite d'alerte avancée                 |
| 29 juin 1976 | Voskhod 11A57 | Baïkonour         | Orbite basse           | Zenit-4MK      | Satellite de reconnaissance                |
| 29 juin 1976 | Cosmos-3M     | Baïkonour         | Orbite basse           | Strela-2M      | Satellite de télécommunications            |

#### Juillet
| Date             | Lanceur                | Base de lancement | Type                   | Charge utile       | Notes                                      |
| 1er juillet 1976 | Molnia M               | Baïkonour         | Orbite de Molnia       | Molniya-2          | Satellite de télécommunications Échec      |
| 2 juillet 1976   | Tsiklon-2              | Baïkonour         | Orbite basse           | US-P               | Satellite de reconnaissance océanique      |
| 6 juillet 1976   | Soyouz 11A511          | Baïkonour         | Orbite basse           | Soyouz 21          | Relève équipage station spatiale           |
| 8 juillet 1976   | Titan IIID             | Vandenberg        | Orbite basse           | KH-9 SV-12         | Satellite de reconnaissance optique        |
| 8 juillet 1976   | Titan IIID             | Vandenberg        | Orbite basse           | P-11 3e génération | Satellite d'écoute électronique            |
| 8 juillet 1976   | Cosmos-3M              | Baïkonour         | Orbite basse           | DS-P1-M Lira       | Cible système anti-satellite               |
| 8 juillet 1976   | Delta 2914             | Cape Canaveral    | Orbite géostationnaire | Palapa A1          | Satellite de télécommunications            |
| 14 juillet 1976  | Soyouz-U               | Baïkonour         | Orbite basse           | Zenit-2M           | Satellite de reconnaissance                |
| 15 juillet 1976  | Cosmos-3M              | Baïkonour         | Orbite basse           | Strela-2M          | Satellite de télécommunications            |
| 21 juillet 1976  | Cosmos-3M              | Baïkonour         | Orbite basse           | Sfera              | Géodésie                                   |
| 21 juillet 1976  | Tsiklon-2              | Baïkonour         | Orbite basse           | IS-A               | Satellite anti satellite                   |
| 22 juillet 1976  | Soyouz-U               | Baïkonour         | Orbite basse           | Iantar'-2K No. 5   | Satellite de reconnaissance optique        |
| 22 juillet 1976  | Atlas SLV-3D / Centaur | Cape Canaveral    | Orbite géostationnaire | Comstar D2         | Satellite de télécommunications            |
| 23 juillet 1976  | Molnia M               | Baïkonour         | Orbite de Molnia       | Molniya-1          | Satellite de télécommunications            |
| 27 juillet 1976  | Cosmos-3M              | Baïkonour         | Orbite basse           | Tselina-OM         | Satellite d'écoute électronique            |
| 27 juillet 1976  | Cosmos-3M              | Kapoustine Iar    | Orbite basse           | Intercosmos 16     | Satellite scientifique                     |
| 29 juillet 1976  | Delta 2310             | Vandenberg        | Orbite héliosynchrone  | NOAA 5             | Satellite météorologique                   |
| 29 juillet 1976  | Cosmos-3M              | Baïkonour         | Orbite basse           | Zaliv              | Satellite de navigation/télécommunications |

#### Août
| Date         | Lanceur      | Base de lancement | Type                 | Charge utile             | Notes                                                |
| 4 août 1976  | Soyouz-U     | Baïkonour         | Orbite basse         | Zenit-4MK                | Satellite de reconnaissance                          |
| 6 août 1976  | Titan 34B    | Vandenberg        | Orbite de Molnia     | QUASAR 2                 | Satellite de télécommunications militaires           |
| 9 août 1976  | Proton-K/D-1 | Baïkonour         | Atterrisseur lunaire | Luna 24 KT et Luna 24 VA | Sonde spatiale lunaire ; retour d'échantillon de sol |
| 12 août 1976 | Soyouz-U     | Baïkonour         | Orbite basse         | Zenit-2M                 | Satellite de reconnaissance                          |
| 18 août 1976 | Cosmos-2     | Baïkonour         | Orbite basse         | DS-P1-I No. 17           | Calibration radar                                    |
| 26 août 1976 | Cosmos-2     | Baïkonour         | Orbite basse         | DS-P1-Yu No. 79          | Calibration radar                                    |
| 27 août 1976 | Vostok 8A92M | Baïkonour         | Orbite basse         | Tselina-D                | Satellite d'écoute électronique                      |
| 28 août 1976 | Soyouz-U     | Baïkonour         | Orbite basse         | Zenit-4MK                | Satellite de reconnaissance                          |
| 30 août 1976 | Feng Bao 1   | Jiuquan           | Orbite basse         | JSSW 5                   | Satellite de reconnaissance                          |

#### Septembre
| Date               | Lanceur     | Base de lancement | Type                   | Charge utile    | Notes                                      |
| 1er septembre 1976 | Molnia M    | Baïkonour         | Orbite de Molnia       | Molniya-2       | Satellite de télécommunications Échec      |
| 1er septembre 1976 | Scout D-1   | Vandenberg        | Orbite basse           | TIP 2           | Satellite de navigation                    |
| 3 septembre 1976   | Soyouz-U    | Baïkonour         | Orbite basse           | Zenit-4MK       | Satellite de reconnaissance                |
| 11 septembre 1976  | Thor DSV-2U | Vandenberg        | Orbite héliosynchrone  | DMSP F-1        | Satellite météorologique militaire         |
| 11 septembre 1976  | Proton-K/DM | Baïkonour         | Orbite géostationnaire | Raduga Gran     | Satellite de télécommunications militaires |
| 15 septembre 1976  | Soyouz-U    | Baïkonour         | Orbite basse           | Soyouz 22       | Relève équipage station spatiale           |
| 15 septembre 1976  | Titan 24B   | Vandenberg        | Orbite basse           | KH-8            | Satellite de reconnaissance optique        |
| 21 septembre 1976  | Soyouz-U    | Baïkonour         | Orbite basse           | Zenit-4MT Orion | Satellite de reconnaissance optique        |
| 22 septembre 1976  | Soyouz-U    | Baïkonour         | Orbite basse           | Zenit-2M        | Satellite de reconnaissance                |
| 24 septembre 1976  | Soyouz-U    | Baïkonour         | Orbite basse           | Zenit-4MK       | Satellite de reconnaissance                |
| 29 septembre 1976  | Cosmos-3M   | Baïkonour         | Orbite basse           | Strela-2M       | Satellite de télécommunications            |

#### Octobre
| Date            | Lanceur       | Base de lancement | Type                   | Charge utile    | Notes                                                            |
| 4 octobre 1976  | Soyouz-U      | Baïkonour         | Orbite basse           | Zenit-4MKT Fram | Satellite de reconnaissance optique Échec                        |
| 10 octobre 1976 | Soyouz-U      | Baïkonour         | Orbite basse           | Zenit-4MK       | Satellite de reconnaissance                                      |
| 14 octobre 1976 | Soyouz 11A511 | Baïkonour         | Orbite basse           | Soyouz 23       | Relève équipage station spatiale                                 |
| 14 octobre 1976 | Delta 2914    | Cape Canaveral    | Orbite géostationnaire | Marisat 2       | Satellites de télécommunications martimes                        |
| 15 octobre 1976 | Vostok 8A92M  | Baïkonour         | Orbite héliosynchrone  | Meteor No. 35   | Satellite météorologique                                         |
| 17 octobre 1976 | Tsiklon-2     | Baïkonour         | Orbite basse           | US-A            | Satellite de reconnaissance radar                                |
| 21 octobre 1976 | Tsiklon-2     | Baïkonour         | Orbite basse           | US-A            | Satellite de reconnaissance radar                                |
| 22 octobre 1976 | Molnia M      | Baïkonour         | Orbite de Molnia       | Oko             | Satellite d'alerte précoce                                       |
| 25 octobre 1976 | Soyouz-U      | Baïkonour         | Orbite basse           | Zenit-4MK       | Satellite de reconnaissance                                      |
| 26 octobre 1976 | Proton-K/DM   | Baïkonour         | Orbite géostationnaire | Ekran No. 11L   | Satellite de télécommunications ; 1er vol de la version Proton-M |
| 29 octobre 1976 | Cosmos-3M     | Baïkonour         | Orbite basse           | Parus           | Satellite de navigation militaire                                |

#### Novembre
| Date              | Lanceur    | Base de lancement | Type         | Charge utile     | Notes                                 |
| 1er novembre 1976 | Soyouz-U   | Baïkonour         | Orbite basse | Zenit-2M         | Satellite de reconnaissance           |
| 10 novembre 1976  | Feng Bao 1 | Jiuquan           | Orbite basse | JSSW 6           | Satellite de reconnaissance Échec     |
| 11 novembre 1976  | Soyouz-U   | Baïkonour         | Orbite basse | Zenit-4MK        | Satellite de reconnaissance           |
| 23 novembre 1976  | Soyouz-U   | Baïkonour         | Orbite basse | Zenit-6          | Satellite de reconnaissance           |
| 25 novembre 1976  | Molnia M   | Baïkonour         | Orbite haute | Prognoz-5        | Étude de la magnétosphère             |
| 26 novembre 1976  | Tsiklon-2  | Baïkonour         | Orbite basse | US-P             | Satellite de reconnaissance océanique |
| 29 novembre 1976  | Soyouz-U   | Baïkonour         | Orbite basse | Soyouz -S No. 3L | Test Soyouz                           |

#### Décembre
| Date             | Lanceur          | Base de lancement | Type             | Charge utile  | Notes                               |
| 2 décembre 1976  | Cosmos-3M        | Baïkonour         | Orbite basse     | Tselina-OM    | Satellite d'écoute électronique     |
| 2 décembre 1976  | Molnia M         | Baïkonour         | Orbite de Molnia | Molniya-2     | Satellite de télécommunications     |
| 7 décembre 1976  | Longue Marche 2C | Jiuquan           | Orbite basse     | FSW           | Satellite de reconnaissance         |
| 7 décembre 1976  | Cosmos-3M        | Baïkonour         | Orbite basse     | Strela-1M x 8 | Satellites de télécommunications    |
| 9 décembre 1976  | Soyouz-U         | Baïkonour         | Orbite basse     | Zenit-2M      | Satellite de reconnaissance         |
| 9 décembre 1976  | Cosmos-3M        | Baïkonour         | Orbite basse     | DS-P1-M Lira  | Cible système anti-satellite        |
| 15 décembre 1976 | Proton-K         | Baïkonour         | Orbite basse     | TKS           | Double test de capsule habitée VA   |
| 15 décembre 1976 | Cosmos-3M        | Baïkonour         | Orbite basse     | Tsikada       | Satellite de navigation             |
| 17 décembre 1976 | Soyouz-U         | Baïkonour         | Orbite basse     | Zenit-4MK     | Satellite de reconnaissance         |
| 17 décembre 1976 | Cosmos-3M        | Baïkonour         | Orbite basse     | Taifun 2      | Calibration radar                   |
| 19 décembre 1976 | Titan IIID       | Vandenberg        | Orbite polaire   | KH-11 KENNAN  | Satellite de reconnaissance optique |
| 27 décembre 1976 | Tsiklon-2        | Baïkonour         | Orbite basse     | IS-A          | Satellite anti satellite            |
| 28 décembre 1976 | Molnia M         | Baïkonour         | Orbite de Molnia | Molniya-3     | Satellite de télécommunications     |
| 28 décembre 1976 | Cosmos-3M        | Baïkonour         | Orbite basse     | Parus         | Satellite de navigation militaire   |

## Vol orbitaux

### Par pays
| Pays             | Lancements | dont échecs partiels/totaux | Remarques |
| ---------------- | ---------- | --------------------------- | --------- |
| Chine            | 3          | 1                           |           |
| Japon            | 2          | 1                           |           |
| Union soviétique | 100        | 3                           |           |
| États-Unis       | 27         |                             |           |
| Total            | 132        | 5                           |           |

### Par lanceur
| Famille de lanceurs  | Pays             | Lancements | dont échecs partiels ou totaux | Remarques |
| -------------------- | ---------------- | ---------- | ------------------------------ | --------- |
| Atlas Centaur        | États-Unis       | 3          |                                |           |
| Atlas D/E/F          | États-Unis       | 1          |                                |           |
| Cosmos -/M/2         | Union soviétique | 4          |                                |           |
| Cosmos 1/3/3M        | Union soviétique | 28         |                                |           |
| Delta                | États-Unis       | 9          |                                |           |
| Feng Bao 1           | Chine            | 2          | 1                              |           |
| Longue Marche 2      | Chine            | 1          |                                |           |
| Molnia               | Union soviétique | 11         | 2                              |           |
| Mu                   | Japon            | 1          | 1                              |           |
| N-1/N-2              | Japon            | 1          |                                |           |
| Proton               | Union soviétique | 5          |                                |           |
| Scout                | États-Unis       | 3          |                                |           |
| Soyouz               | Union soviétique | 27         | 1                              |           |
| Thor                 | États-Unis       | 2          |                                |           |
| Titan C,D,E          | États-Unis       | 5          |                                |           |
| Titan II, IIIA, IIIB | États-Unis       | 4          |                                |           |
| Tsiklon-2            | Union soviétique | 8          |                                |           |
| Voskhod              | Union soviétique | 12         |                                |           |
| Vostok               | Union soviétique | 5          |                                |           |
| Total                |                  | 132        | 5                              |           |

### Par type d'orbite
| Orbite                 | Lancements | Succès | Échecs | Orbite atteinte involontairement | Remarques                                                                             |
| ---------------------- | ---------- | ------ | ------ | -------------------------------- | ------------------------------------------------------------------------------------- |
| Basse                  |            |        |        |                                  |                                                                                       |
| Moyenne                |            |        |        |                                  |                                                                                       |
| Haute                  |            |        |        |                                  | dont Molnia, orbite de transfert vers la Lune, orbite elliptique à forte excentricité |
| Géosynchrone/transfert |            |        |        |                                  |                                                                                       |
| Héliocentrique         |            |        |        |                                  | dont orbite de transfert interplanétaire                                              |

### Par site de lancement
| Pays             | Base de lancement | Nombre de lancements | Remarques |
| ---------------- | ----------------- | -------------------- | --------- |
| Chine            | Jiuquan           | 3                    |           |
| Japon            | Uchinoura         | 1                    |           |
| Japon            | Tanegashima       | 1                    |           |
| Union soviétique | Baïkonour         | 99                   |           |
| Union soviétique | Kapoustine Iar    | 1                    |           |
| États-Unis       | Cape Canaveral    | 13                   |           |
| États-Unis       | Vandenberg        | 13                   |           |
| États-Unis       | Wallops Island    | 1                    |           |
|                  | Total             | 132                  |           |

## Survols et contacts planétaires
| Date | Sonde spatiale | Événement | Remarque |
| ---- | -------------- | --------- | -------- |
|      |                |           |          |

### Sources
- (en) Jonathan McDowell, « Jonathan's Space Report », Jonathan's Space Page
- (en) Gunter Krebs, « Chronology of Space Launches », Gunter's Space Page